# North Vernon
North Vernon város az USA Indiana államában. Lakosainak száma 6608 fő (2020. április 1.).

## Népesség
A település népességének változása:

| 2010 | 6 728 |
| 2020 | 6 608 |